# Marie-Hélène Chanteperdrix
Pour les articles homonymes, voir Chanteperdrix.
Marie-Hélène Chanteperdrix, née sous le nom complet de Marie-Hélène Élisabeth Paccou le 5 mars 1886 à Saint-Pierre-Brouck (Nord) et morte le 9 mars 1998 à Aubervilliers (Seine-Saint-Denis), est une supercentenaire française. Elle est morte à 112 ans et 4 jours, doyenne de France depuis le décès de son aînée de onze ans Jeanne Calment le 4 août 1997. Sa successeure au titre de Française la plus âgée est Jeanne Dumaine. 